# Spartakus (film, 1960)
Spartakus je americké historické filmové drama z roku 1960. Natočil jej režisér Stanley Kubrick podle scénáře Daltona Trumba, který vycházel ze stejnojmenného románu Howarda Fasta. Zabývá se příběhem gladiátora Spartaka a třetím povstáním otroků. Hudbu k filmu složil Alex North. Snímek měl původně režírovat Anthony Mann, avšak týden po zahájení natáčení byl z projektu vyhozen.

## Obsazení
| Kirk Douglas     | Spartakus         |
| Laurence Olivier | Crassus           |
| Jean Simmons     | Varinia           |
| Charles Laughton | Gracchus          |
| Peter Ustinov    | Batiatus          |
| Tony Curtis      | Antoninus         |
| John Gavin       | Julius Caesar     |
| Nina Foch        | Helena Glabra     |
| John Dall        | Marcus Glabrus    |
| John Ireland     | Crixus            |
| Charles McGraw   | Marcellus         |
| Joanna Barnes    | Claudia Maria     |
| Paul Lambert     | Gannicus          |
| Peter Brocco     | Ramon             |
| Herbert Lom      | Tigranes Levantus |
| Woody Strode     | Draba             |